# Discografia de Usher
A discografia de Usher, um cantor e compositor norte-americano, consiste em sete álbuns de estúdio, um álbum ao vivo, nove álbuns de compilações, um extended play (EP), e quarenta e cinco singles em mais de quinze anos de carreira. Usher já vendeu 23 milhões de álbuns nos EUA, e mais de 65 milhões em todo o mundo. Ele alcançou nove êxitos no número um da tabela musical americana Billboard Hot 100 (todos como artista principal), e dezassete canções nas dez melhores posições. Nesta discografia, vídeos musicais estão incluídos também.
Em 1994, Usher lançou seu álbum de estreia auto-intitulado na América do Norte. Ele produziu três singles que alcançaram sucesso moderado nas paradas, fazendo o álbum vender cerca de 269 mil cópias por lá. O álbum seguinte, My Way (1997), alcançou sucesso internacional vendendo sete milhões de cópias em todo o mundo, fazendo deste um de seus álbum mais bem sucedidos. Foi certificado seis vezes platina, e produziu três singles de sucesso, incluindo seu primeiro êxito de número um nos EUA, "Nice and Slow". Seu sucesso continuou em 2001 com o lançamento de seu terceiro álbum de estúdio, 8701, que estreou no número quatro na Billboard 200. O álbum ampliou sua carteira de hits número um, com a venda dos singles certificados de platina, "U Remind Me" e "U Got It Bad". O álbum vendeu mais de 4,7 milhões de cópias nos EUA, e recebeu certificação de quatro discos de platina da Recording Industry Association of America (RIAA). Ultrapassou seus sucesso antecessores em todo o mundo, vendendo oito milhões de cópias.
O sucesso de Usher foi extremamente reforçado com o lançamento de seu quarto álbum de estúdio, Confessions (2004). Foi seu primeiro álbum número um nos EUA, vendendo 1,1 milhões de cópias em sua primeira semana. Gerou um recorde de quatro vitórias consecutivas na Billboard Hot 100 com "Yeah!", "Burn", "Confessions Part II" e "My Boo". Cada single acumulou um total de 28 semanas no topo, tornando Usher o primeiro a ter alcançado um quadro tão alargado na Hot 100 americana. Os primeiro dois singles do álbum ("Yeah!" e "Burn") substituíram os outros no topo da Billboard Hot 100, ficando no topo por um total de 20 semanas não consecutivas e se tornaram o mais vendidos singles de 2004. Com o sucesso comercial do álbum, recebeu uma certificação de diamante da RIAA e vendeu mais de vinte milhões de cópias em todo o mundo, fazendo deste, o álbum mais vendido da década de 2000. Foi classificado como melhor álbum solo e o segundo de maior sucesso global da década de 2000-10.
Após uma ausência de quatro anos, o esperado quinto álbum de estúdio de Usher, Here I Stand (2008), estreou na primeira posição da Billboard 200. Seu primeiro single, "Love in This Club", chegou ao número marcando o oitavo hit número um de Usher no país. Os singles seguintes não receberam o mesmo sucesso como o que a última canção fez com "Love in This Club, Part II", tornando-o um hit top 20, enquanto os singles "Trading Places" e "Moving Mountains" não conseguiram chegar ao top 40. O álbum, efetivamente, alcançou um sucesso extremamente moderado em relação à Confessions, vendendo 1,5 milhões de cópias nos EUA, recebendo certificação de platina e mais de cinco milhões de cópias no mundo inteiro, totalizando 6,5 milhões de unidades comercializadas.
Em 2010, o cantor lançou Raymond v. Raymond, seu sexto álbum de estúdio, que se tornou no seu terceiro a alcançar a primeira posição nos EUA. Seus três singles americanos, "Hey Daddy (Daddy's Home)", "Lil Freak" e "There Goes My Baby", estrearam com pico nos tops 25, 40 e 25, respectivamente. O single internacional "OMG", foi um sucesso mundial, chegando a número um em vários países, incluindo os EUA, tornando-se no nono single do cantor a atingir tal posição. Raymond V. Raymond foi certificado platina pela RIAA, e vendeu mais de um milhões de cópias. Durante o mesmo ano, Usher lançou um acompanhamento intitulado Versus, que estreou no número quatro da Billboard 200. O primeiro single do EP, "DJ Got Us Fallin' in Love", foi um sucesso internacional, alcançando o top dez em vários países, enquanto o segundo single, "Hot Tottie", se tornou um êxito nos trinta melhores lugares da Billboard Hot 100.
Em meados de 2012, foi anunciado que ele estava a preparar o seu sétimo álbum de estúdio, intitulado Looking 4 Myself. O álbum estreou na primeira posição nos Estados Unidos. O primeiro single do álbum, "Climax", estreou no número oitenta e um da Billboard Hot 100, tendo mais tarde atingindo o pico no décimo sétimo lugar. "Climax" recebeu o certificado de disco de ouro na Austrália. O single seguinte, "Scream", atingiu uma posição melhor, a décimo terceira. O terceiro, "Lemme See", com participação de Rick Ross, teve um desempenho gráfico fraco.

## Álbuns

### Álbuns de estúdio
| Álbum                                                                                                 | Melhores posições nas tabelas | Melhores posições nas tabelas | Melhores posições nas tabelas | Melhores posições nas tabelas | Melhores posições nas tabelas | Melhores posições nas tabelas | Melhores posições nas tabelas | Melhores posições nas tabelas | Melhores posições nas tabelas | Melhores posições nas tabelas | Vendas                                | Certificações |
| Álbum                                                                                                 | EUA                           | AUS                           | CAN                           | EUR                           | ALE                           | IRL                           | PB                            | NZL                           | SUI                           | RU                            | Vendas                                | Certificações |
| --- | ----------------------------- | ----------------------------- | ----------------------------- | ----------------------------- | ----------------------------- | ----------------------------- | ----------------------------- | ----------------------------- | ----------------------------- | ----------------------------- | ------------------------------------- | --- |
| Usher - 30 de Agosto de 1994 - LaFace Records, Arista Records - CD, vinil, cassete                    | 167                           | —                             | —                             | —                             | —                             | —                             | —                             | —                             | —                             | —                             | - EUA: 269 000                        | |
| My Way - 16 de Setembro de 1997 - LaFace Records, Arista Records - CD, vinil, cassete                 | 4                             | 37                            | 13                            | —                             | 41                            | —                             | 30                            | 21                            | —                             | 16                            | - Mundo: 7 000 000 - EUA: 6 000 000   | - RIAA: 6× Platina - MC: 2× Platina - BPI: Ouro                                                                                              |
| 8701 - 7 de Agosto de 2001 - LaFace Records, Arista Records - CD, vinil, download digital             | 4                             | 7                             | 1                             | 4                             | 7                             | 9                             | 7                             | 8                             | 10                            | 1                             | - Mundo: 8 000 000 - EUA: 4 700 000   | - RIAA: 4× Platina - ARIA: Platina - BPI: Platina                                                                                            |
| Confessions - 23 de Março de 2004 - LaFace Records, Arista Records - CD, vinil, download digital      | 1                             | 2                             | 1                             | 1                             | 2                             | 1                             | 3                             | 1                             | 3                             | 1                             | - Mundo: 20 000 000 - EUA: 10 000 000 | - RIAA: Diamante - MC: 6× Platina - BPI: 4× Platina - ARIA: 3× Platina - RMNZ: 2× Platina - RIAJ: Platina - FIIF (SUI): Platina - BVMI: Ouro |
| Here I Stand - 27 de Maio de 2008 - LaFace Records - CD, download digital                             | 1                             | 1                             | 1                             | 3                             | 10                            | 2                             | 5                             | 5                             | 4                             | 1                             | - Mundo: 5 000 000 - RIAA: 1 500 000  | - RIAA: Platina - MC: Platina - RMNZ: Platina - ARIA: Ouro - BPI: Ouro - RIAJ: Ouro - FIIF (SUI): Ouro - IRMA: Ouro                          |
| Raymond v. Raymond - 30 de Março de 2010 - LaFace Records - CD, download digital                      | 1                             | 2                             | 4                             | 8                             | 47                            | 17                            | 34                            | 8                             | 20                            | 2                             | - Mundo: 2 000 000 - RIAA: 1 300 000  | - RIAA: Platina - ARIA: Platina - MC: Ouro                                                                                                   |
| Looking 4 Myself - 12 de Junho de 2012 - RCA Records - CD, download digital                           | 1                             | 3                             | 7                             | —                             | 8                             | 11                            | 4                             | 11                            | 5                             | 3                             | - EUA: 504 000                        | - BPI: Ouro |
| Hard II Love - 16 de setembro de 2016 - RCA Records - CD, download digital                            | 5                             | 5                             | 20                            | —                             | 55                            | 77                            | 38                            | —                             | 27                            | 7                             | - EUA: 28 000                         | |
| "—" denota itens que não conseguiram entrar nas tabelas musicais ou não foram lançados no território. |                               |                               |                               |                               |                               |                               |                               |                               |                               |                               |                                       | |

### Álbuns ao vivo
| Ano                                                     | Álbum | Melhores Posições | Melhores Posições | Melhores Posições | Melhores Posições | Melhores Posições | Melhores Posições | Melhores Posições | Melhores Posições | Melhores Posições | Melhores Posições | Vendas & Certificações |
| Ano                                                     | Álbum | EUA               | AUS               | CAN               | EUR               | ALE               | IRL               | HOL               | NZ                | SUI               | ING               | Vendas & Certificações |
| ------------------------------------------------------- | --- | ----------------- | ----------------- | ----------------- | ----------------- | ----------------- | ----------------- | ----------------- | ----------------- | ----------------- | ----------------- | ---------------------- |
| 1999                                                    | Live - 1° álbum ao vivo - Lançamento: 23 de Março de 1999 - Gravadora: LaFace, Arista - Formato: CD, download digital | 73                | —                 | —                 | —                 | —                 | —                 | —                 | —                 | —                 | —                 | - : 500 mil - : Ouro   |
| "–" denota um item que não entrou na parada desse país. | |                   |                   |                   |                   |                   |                   |                   |                   |                   |                   |                        |

### Álbuns de Compilação
| Ano  | Álbum |
| ---- | --- |
| 2004 | Usher - 1° álbum de compilação - Lançamento: 1 de Janeiro de 2004 - Gravadora: MCP - Formato: CD, download digital                              |
| 2004 | My Megamix - 2° álbum de compilação - Lançamento: 22 de Novembro de 2004 - Gravadora: Street Dance - Formato: CD, download digital              |
| 2005 | Sex Appeal - 3° álbum de compilação - Lançamento: 30 de Maio de 2005 - Gravadora: Central Station Records - Formato: CD, download digital       |
| 2005 | And the Winner Is - 4° álbum de compilação - Lançamento: 13 de Junho de 2005 - Gravadora: Hard Trax - Formato: CD, download digital             |
| 2005 | Usher and Friends - 5° álbum de compilação - Lançamento: 5 de Julho de 2005 - Gravadora: K-Town - Formato: CD, download digital                 |
| 2005 | Usher and Friends, Vol. 2 - 6° álbum de compilação - Lançamento: 5 de Julho de 2005 - Gravadora: K-Town - Formato: CD, download digital         |
| 2005 | My Way/8701 - 7° álbum de compilação - Lançamento: 5 de Setembro de 2005 - Gravadora: Arista - Formato: CD, download digital                    |
| 2007 | Usher and Friends, Vol. 1–2 - 8° álbum de compilação - Lançamento: 3 de Agosto de 2007 - Gravadora: Snapper PLC - Formato: CD, download digital |
| 2010 | Essential Mixes - 9° álbum de compilação - Lançamento: 20 de Setembro de 2010 - Gravadora: LaFace - Formato: CD, download digital               |

### Extended plays
| 2010                                                    | Versus - 1° extended play - Lançamento: 24 de Agosto de 2010 - Gravadora: LaFace, Jive - Formato: CD, download digital | 4 | 12 | 35 | 40 | 53 | - : 302 mil |
| 2012                                                    | iTunes Festival: London 2012 - Lançamento: 31 de Agosto de 2012 - Gravadora: RCA - Formato: Download digital           | — | —  | —  | —  | —  |             |
| "—" denota um item que não entrou na parada desse país. | |   |    |    |    |    |             |

## Singles

### Como artista principal
| Ano                                                     | Canção                                                                 | Melhores Posições | Melhores Posições | Melhores Posições | Melhores Posições | Melhores Posições | Melhores Posições | Melhores Posições | Melhores Posições | Melhores Posições | Melhores Posições | Certificações                                      | Álbum                                     |
| Ano                                                     | Canção                                                                 | EUA               | R&B               | AUS               | SUE               | DIN               | HOL               | NZ                | CAN               | IRL               | ING               | Certificações                                      | Álbum                                     |
| ------------------------------------------------------- | ---------------------------------------------------------------------- | ----------------- | ----------------- | ----------------- | ----------------- | ----------------- | ----------------- | ----------------- | ----------------- | ----------------- | ----------------- | -------------------------------------------------- | ----------------------------------------- |
| 1993                                                    | "Call Me a Mack"                                                       | —                 | 56                | —                 | —                 | —                 | —                 | —                 | —                 | —                 | —                 |                                                    | Poetic Justice (banda sonora)             |
| 1994                                                    | "Can U Get wit It"                                                     | 59                | 13                | —                 | —                 | —                 | —                 | —                 | —                 | —                 | 91                | Usher                                              |                                           |
| 1995                                                    | "Think of You"                                                         | 58                | 8                 | —                 | —                 | —                 | —                 | —                 | —                 | 70                | —                 | Usher                                              |                                           |
| 1995                                                    | "The Many Ways"                                                        | —                 | 42                | —                 | —                 | —                 | —                 | —                 | —                 | —                 | —                 | Usher                                              |                                           |
| 1997                                                    | "You Make Me Wanna"                                                    | 2                 | 1                 | 6                 | —                 | —                 | 6                 | 15                | 13                | —                 | 1                 | - : Ouro - : Prata - : Platina                     | My Way                                    |
| 1998                                                    | "Nice and Slow"                                                        | 1                 | 1                 | 44                | —                 | —                 | 20                | 7                 | —                 | —                 | 24                | - : Platina                                        | My Way                                    |
| 1998                                                    | "My Way"                                                               | 2                 | 4                 | 48                | —                 | —                 | 21                | 17                | —                 | —                 | —                 | - : Platina                                        | My Way                                    |
| 1999                                                    | "Bedtime"                                                              | —                 | 66                | —                 | —                 | —                 | —                 | —                 | —                 | —                 | —                 |                                                    | My Way                                    |
| 2001                                                    | "Pop Ya Collar"                                                        | 60                | 25                | 25                | 40                | —                 | 16                | —                 | —                 | 33                | 2                 | All About U                                        |                                           |
| 2001                                                    | "U Remind Me"                                                          | 1                 | 1                 | 4                 | 12                | 6                 | 4                 | 3                 | —                 | —                 | 3                 | - : Platina - : Ouro                               | 8701                                      |
| 2001                                                    | "U Got It Bad"                                                         | 1                 | 1                 | 3                 | 50                | —                 | 20                | 3                 | —                 | —                 | 5                 | - : Ouro - : Ouro                                  | 8701                                      |
| 2002                                                    | "U Don't Have to Call"                                                 | 3                 | 2                 | —                 | —                 | —                 | —                 | 27                | —                 | —                 | 4                 |                                                    | 8701                                      |
| 2002                                                    | "U-Turn"                                                               | —                 | 93                | 7                 | 51                | —                 | 27                | —                 | —                 | —                 | 16                |                                                    | 8701                                      |
| 2004                                                    | "Yeah!" (com participação de Lil Jon & Ludacris)                       | 1                 | 1                 | 1                 | 4                 | 1                 | 1                 | 1                 | 1                 | 1                 | 1                 | - : Platina - : Platina - : 2× Platina - : Platina | Confessions                               |
| 2004                                                    | "Burn"                                                                 | 1                 | 1                 | 2                 | 18                | 10                | 12                | 1                 | —                 | 2                 | 1                 | - : Platina - : Ouro - : Platina                   | Confessions                               |
| 2004                                                    | "Confessions Part II"                                                  | 1                 | 1                 | 5                 | —                 | 8                 | —                 | —                 | 7                 | 7                 | 5                 | - : Ouro - : Ouro                                  | Confessions                               |
| 2004                                                    | "My Boo" (com Alicia Keys)                                             | 1                 | 1                 | —                 | 18                | —                 | 6                 | —                 | 1                 | 3                 | 5                 | - : Platina - : Platina                            | Confessions                               |
| 2004                                                    | "Caught Up"                                                            | 8                 | 13                | 15                | —                 | —                 | 12                | 10                | —                 | 17                | 9                 | - : Ouro                                           | Confessions                               |
| 2008                                                    | "Love in This Club" (com participação de Young Jeezy)                  | 1                 | 1                 | 8                 | 8                 | 16                | 47                | 1                 | 6                 | 3                 | 4                 | - : Ouro - : Platina - : Prata - : Platina         | Here I Stand                              |
| 2008                                                    | "Love in This Club, Part II" (com participação de Beyoncé & Lil Wayne) | 18                | 7                 | —                 | —                 | —                 | —                 | —                 | 69                | —                 | —                 | - : Ouro                                           | Here I Stand                              |
| 2008                                                    | "Moving Mountains"                                                     | 67                | 18                | 36                | 21                | —                 | —                 | 6                 | —                 | 26                | 25                | - : Ouro                                           | Here I Stand                              |
| 2008                                                    | "Trading Places"                                                       | 45                | 4                 | —                 | —                 | —                 | —                 | —                 | —                 | —                 | —                 |                                                    | Here I Stand                              |
| 2009                                                    | "Papers"                                                               | 31                | 1                 | —                 | —                 | —                 | —                 | —                 | —                 | —                 | —                 | Raymond v. Raymond                                 |                                           |
| 2009                                                    | "Hey Daddy (Daddy's Home)"                                             | 24                | 2                 | —                 | —                 | —                 | —                 | —                 | —                 | —                 | —                 | Raymond v. Raymond                                 |                                           |
| 2010                                                    | "Lil Freak" (com participação de Nicki Minaj)                          | 40                | 8                 | —                 | —                 | —                 | —                 | —                 | —                 | —                 | 109               | Raymond v. Raymond                                 |                                           |
| 2010                                                    | "OMG" (com participação de will.i.am)                                  | 1                 | 3                 | 1                 | 28                | 21                | 39                | 1                 | 2                 | 1                 | 1                 | Raymond v. Raymond                                 | - : 5× Platina - : 2× Platina - : Platina |
| 2010                                                    | "There Goes My Baby"                                                   | 25                | 1                 | —                 | —                 | —                 | —                 | —                 | —                 | —                 | —                 | Raymond v. Raymond                                 |                                           |
| 2010                                                    | "DJ Got Us Fallin' In Love" (com participação de Pitbull)              | 4                 | 51                | 3                 | 15                | 19                | 9                 | 4                 | 2                 | 6                 | 7                 | - : 4× Platina - : 2× Platina - : Platina          | Versus                                    |
| 2010                                                    | "Hot Tottie" (com participação de Jay-Z)                               | 21                | 9                 | —                 | —                 | —                 | —                 | —                 | 62                | —                 | 104               |                                                    | Versus                                    |
| 2010                                                    | "Lay You Down"                                                         | —                 | 56                | —                 | —                 | —                 | —                 | —                 | —                 | —                 | —                 |                                                    | Versus                                    |
| 2010                                                    | "More"                                                                 | 15                | —                 | 7                 | 1                 | 7                 | 25                | 4                 | 13                | 2                 | 23                | - : 2× Platina - : Ouro                            | Raymond v. Raymond                        |
| 2012                                                    | "Climax"                                                               | 17                | 1                 | 29                | —                 | 39                | 82                | —                 | 96                | 69                | 4                 | - : Ouro                                           | Looking 4 Myself                          |
| 2012                                                    | "Scream"                                                               | 9                 | —                 | 11                | 50                | 29                | 18                | 21                | 4                 | 23                | 5                 | - : Platina - : Ouro                               | Looking 4 Myself                          |
| 2012                                                    | "Lemme See" (com participação de Rick Ross)                            | 46                | 2                 | —                 | —                 | 88                | —                 | —                 | —                 | —                 | 90                |                                                    | Looking 4 Myself                          |
| 2012                                                    | "Numb"                                                                 | 69                | —                 | 39                | —                 | —                 | 61                | —                 | 41                | —                 | —                 |                                                    | Looking 4 Myself                          |
| 2012                                                    | "Dive"                                                                 | —                 | 34                | —                 | —                 | —                 | —                 | —                 | —                 | —                 | —                 |                                                    | Looking 4 Myself                          |
| 2014                                                    | ''Good Kisser''                                                        | 65                | 17                | 44                |                   |                   |                   |                   |                   |                   | 10                |                                                    | UR                                        |
| 2014                                                    | "She Came to Give It to You" (com participação de Nicki Minaj)         | 89                | 27                | 32                |                   |                   |                   |                   |                   |                   | 16                |                                                    | UR                                        |
| 2014                                                    | "I Don't Mind" ((com participação de Juicy J)                          | 11                | 1                 | 80                |                   |                   |                   |                   |                   |                   | 8                 |                                                    | UR                                        |
| "—" denota um item que não entrou na parada desse país. |                                                                        |                   |                   |                   |                   |                   |                   |                   |                   |                   |                   |                                                    | UR                                        |

#### Como artista convidado
| Ano                                                     | Canção                                                                                   | Melhores Posições | Melhores Posições | Melhores Posições | Melhores Posições | Melhores Posições | Melhores Posições | Melhores Posições | Melhores Posições | Melhores Posições | Certificações                 | Álbum                   |
| Ano                                                     | Canção                                                                                   | EUA               | R&B               | Rap               | AUS               | FRA               | NZ                | SUE               | SUI               | ING               | Certificações                 | Álbum                   |
| ------------------------------------------------------- | ---------------------------------------------------------------------------------------- | ----------------- | ----------------- | ----------------- | ----------------- | ----------------- | ----------------- | ----------------- | ----------------- | ----------------- | ----------------------------- | ----------------------- |
| 2002                                                    | "I Need a Girl (Part One)" (P. Diddy com participação de Usher e Loon)                   | 2                 | 2                 | 1                 | 5                 | 9                 | 9                 | 17                | 5                 | 4                 | - : Ouro - : Ouro             | We Invented the Remix   |
| 2004                                                    | "Lovers and Friends" (Lil Jon & The East Side Boyz com participação de Usher e Ludacris) | 3                 | 2                 | 1                 | 36                | —                 | 15                | —                 | 44                | 10                |                               | Crunk Juice             |
| 2007                                                    | "Same Girl" (R. Kelly com participação de Usher)                                         | 20                | 4                 | —                 | 47                | —                 | 4                 | —                 | —                 | 26                | Double Up                     |                         |
| 2009                                                    | "Spotlight" (Gucci Mane com participação de Usher)                                       | 42                | 15                | 8                 | —                 | —                 | —                 | —                 | —                 | 46                | The State vs. Radric Davis    |                         |
| 2009                                                    | "Fed Up" (DJ Khaled com participação de Usher, Young Jeezy, Rick Ross, & Drake)          | 124               | 45                | 22                | —                 | —                 | —                 | —                 | —                 | —                 | Victory                       |                         |
| 2010                                                    | "Somebody to Love (Remix)" (Justin Bieber com participação de Usher)                     | —                 | —                 | —                 | 20                | —                 | —                 | 54                | —                 | 33                | My World 2.0                  |                         |
| 2011                                                    | "Dirty Dancer" (Enrique Iglesias & Usher com participação de Lil Wayne)                  | 18                | —                 | —                 | 24                | 99                | 22                | 54                | 30                | 21                | - : Ouro - : Platina          | Euphoria                |
| 2011                                                    | "Promise" (Romeo Santos com participação de Usher)                                       | 83                | —                 | —                 | —                 | —                 | —                 | —                 | —                 | —                 |                               | Formula, Vol. 1         |
| 2011                                                    | "Without You" (David Guetta com participação de Usher)                                   | 4                 | —                 | —                 | 6                 | 6                 | 5                 | 6                 | 3                 | 6                 | - : 2× Platina - : 2× Platina | Nothing but the Beat    |
| 2012                                                    | "Touch'n You" (Rick Ross com participação de Usher)                                      | 102               | 15                | 15                | —                 | —                 | —                 | —                 | —                 | —                 |                               | God Forgives, I Don't   |
| 2012                                                    | "Rest of My Life" (Ludacris com participação de Usher e David Guetta)                    | 72                | —                 | —                 | —                 | —                 | —                 | —                 | —                 | 41                | Ludaversal                    |                         |
| 2014                                                    | "New Flame" (Chris Brown com participação de Usher e Rick Ross)                          | 27                | 6                 |                   |                   | 75                |                   | 35                |                   | 10                |                               | X                       |
| 2014                                                    | "Body Language" (Kid Ink com participação de Usher e Tinashe)                            | 72                | 21                | 14                |                   | 104               |                   |                   |                   | 46                |                               | Full Speed              |
| 2015                                                    | "The Matrimony" (Wale com participação de Usher)                                         | 71                | 23                | 16                |                   |                   |                   |                   |                   |                   |                               | The Album About Nothing |
| 2015                                                    | "Don't Look Down" (Martin Garrix com participação de Usher)                              |                   |                   |                   | 63                | 140               | 16                |                   |                   |                   |                               |                         |
| "—" denota um item que não entrou na parada desse país. |                                                                                          |                   |                   |                   |                   |                   |                   |                   |                   |                   |                               |                         |

### Singlespromocionais
| Ano                                                     | Canção                                                | Melhores Posições | Melhores Posições | Melhores Posições | Melhores Posições | Melhores Posições | Álbum        |
| Ano                                                     | Canção                                                | EUA               | R&B               | AUS               | CAN               | ING               | Álbum        |
| ------------------------------------------------------- | ----------------------------------------------------- | ----------------- | ----------------- | ----------------- | ----------------- | ----------------- | ------------ |
| 1995                                                    | "Comin' for X-Mas?"                                   | —                 | 101               | —                 | —                 | —                 | Sem álbum    |
| 2007                                                    | "Dat Girl Right There" (com participação de Ludacris) | —                 | 74                | —                 | —                 | —                 | Sem álbum    |
| 2008                                                    | "Here I Stand"                                        | 106               | 18                | —                 | —                 | —                 | Here I Stand |
| 2008                                                    | "What's Your Name" (com participação de will.i.am)    | —                 | —                 | 51                | 84                | —                 | Here I Stand |
| "—" denota um item que não entrou na parada desse país. |                                                       |                   |                   |                   |                   |                   |              |

## Outras canções que entraram nas paradas
| Ano                                                     | Canção                                                                                              | Melhores Posições | Melhores Posições | Melhores Posições | Melhores Posições | Álbum                          |
| Ano                                                     | Canção                                                                                              | EUA               | R&B               | CAN               | ING               | Álbum                          |
| ------------------------------------------------------- | --------------------------------------------------------------------------------------------------- | ----------------- | ----------------- | ----------------- | ----------------- | ------------------------------ |
| 2001                                                    | "I Don't Know" (com participação de P. Diddy)                                                       | —                 | 68                | —                 | —                 | 8701                           |
| 2002                                                    | "Can U Help Me"                                                                                     | —                 | 57                | —                 | —                 | 8701                           |
| 2004                                                    | "Confessions, Part I"                                                                               | —                 | 47                | —                 | —                 | Confessions                    |
| 2004                                                    | "Whatever I Want"                                                                                   | —                 | 109               | —                 | —                 | Sem álbum                      |
| 2005                                                    | "Bad Girl"                                                                                          | —                 | 106               | —                 | —                 | Confessions                    |
| 2005                                                    | "Throwback" (com participação de Jadakiss)                                                          | —                 | 36                | —                 | —                 | Confessions                    |
| 2005                                                    | "That's What It's Made For"                                                                         | —                 | 53                | —                 | —                 | Confessions                    |
| 2005                                                    | "Seduction"                                                                                         | —                 | 68                | —                 | —                 | Confessions                    |
| 2005                                                    | "Dot Com"                                                                                           | —                 | 53                | —                 | —                 | Rhythm City, Vol. 1: Caught Up |
| 2008                                                    | "Best Thing" (com participação de Jay-Z)                                                            | —                 | 92                | —                 | —                 | Here I Stand                   |
| 2008                                                    | "What's a Man To Do"                                                                                | —                 | —                 | —                 | 129               | Here I Stand                   |
| 2008                                                    | "Hush"                                                                                              | —                 | —                 | —                 | —                 | Sem álbum                      |
| 2009                                                    | "My Life Your Entertainment" (T.I. com participação de Usher)                                       | 119               | —                 | —                 | —                 | Paper Trail                    |
| 2009                                                    | "First Dance" (Justin Bieber com participação de Usher)                                             | 99                | —                 | 88                | —                 | My World                       |
| 2009                                                    | "In My Bag" (com participação de T.I.)                                                              | —                 | 107               | —                 | —                 | Não incluída em álbum          |
| 2010                                                    | "Monstar                                                                                            | 107               | —                 | —                 | —                 | Raymond v. Raymond             |
| 2010                                                    | "She Don't Know" (com participação de Ludacris)                                                     | —                 | 107               | —                 | —                 | Raymond v. Raymond             |
| 2011                                                    | "Looking for Love" (Diddy-Dirty Money com participação de Usher)                                    | —                 | 91                | —                 | —                 | Last Train to Paris            |
| 2011                                                    | "The Christmas Song (Chestnuts Roasting on an Open Fire)" (Justin Bieber com participação de Usher) | 58                | —                 | —                 | —                 | Under the Mistletoe            |
| 2012                                                    | "Can't Stop Won't Stop"                                                                             | —                 | —                 | 22                | —                 | Looking 4 Myself               |
| 2012                                                    | "I Care for U"                                                                                      | —                 | —                 | 45                | —                 | Looking 4 Myself               |
| 2012                                                    | "Show Me"                                                                                           | —                 | —                 | 37                | —                 | Looking 4 Myself               |
| 2012                                                    | "Twisted" (com participação de Pharrell)                                                            | —                 | —                 | 39                | —                 | Looking 4 Myself               |
| 2012                                                    | "What Happened to U"                                                                                | —                 | 70                | 47                | —                 | Looking 4 Myself               |
| 2012                                                    | "Looking 4 Myself" (com participação de Luke Steele)                                                | —                 | —                 | 1                 | —                 | Looking 4 Myself               |
| 2012                                                    | "Lessons for the Lover"                                                                             | —                 | —                 | 54                | —                 | Looking 4 Myself               |
| 2012                                                    | "Sins of My Father"                                                                                 | —                 | —                 | 62                | —                 | Looking 4 Myself               |
| 2012                                                    | "Euphoria"                                                                                          | —                 | —                 | 60                | —                 | Looking 4 Myself               |
| 2012                                                    | "Hot Thing" (com participação de A$AP Rocky)                                                        | —                 | 103               | —                 | —                 | Looking 4 Myself               |
| "—" denota um item que não entrou na parada desse país. | |                   |                   |                   |                   |                                |

## Participações em álbuns
| Ano  | Canção                       | Artistas                                                            | Álbum                                              |
| ---- | ---------------------------- | ------------------------------------------------------------------- | -------------------------------------------------- |
| 1995 | "Let's Straighten It Out"    | Monica com participação de Usher                                    | Miss Thang                                         |
| 1999 | "How Much"                   | Mariah Carey com participação de Usher                              | Rainbow                                            |
| 2001 | "Get Some"                   | Jermaine Dupri com participação de Usher, Boo & Gotti e R.O.C       | Instructions                                       |
| 2002 | "You'll Be in My Heart"      | Usher                                                               | Disneymania                                        |
| 2002 | "I Need a Girl (Part One)"   | P. Diddy com participação de Usher e Loon                           | We Invented the Remix Vol. 1                       |
| 2004 | "If I Ain't Got You (Remix)" | Alicia Keys com participação de Usher                               | The Diary of Alicia Keys                           |
| 2004 | "Lovers and Friends"         | Lil Jon com participação de Usher e Ludacris                        | Crunk Juice                                        |
| 2005 | "Superstar"                  | Usher                                                               | So Amazing: An All-Star Tribute to Luther Vandross |
| 2006 | "Anything"                   | Jay-Z com participação de Usher e Pharrell                          | Kingdom Come                                       |
| 2007 | "Same Girl"                  | R. Kelly dueto com Usher                                            | Double Up                                          |
| 2007 | "Shake Down"                 | Mary J. Blige com participação de Usher                             | Growing Pains                                      |
| 2008 | "Long Night"                 | Nelly com participação de Usher                                     | Brass Knuckles                                     |
| 2008 | "My Life Your Entertainment" | T.I. com participação de Usher                                      | Paper Trail                                        |
| 2009 | "Spotlight"                  | Gucci Mane com participação de Usher                                | The State vs. Radric Davis                         |
| 2009 | "First Dance"                | Justin Bieber com participação de Usher                             | My World                                           |
| 2010 | "Fed Up"                     | DJ Khaled com participação de Usher, Young Jeezy, Rick Ross e Drake | Victory                                            |
| 2010 | "Dirty Dancer"               | Enrique Iglesias com participação de Usher                          | Euphoria                                           |
| 2010 | "Turn It Up"                 | Ciara com participação de Usher                                     | Basic Instinct                                     |
| 2010 | "Looking for Love"           | Diddy com participação de Usher                                     | Last Train to Paris                                |
| 2011 | "The Christmas Song"         | Justin Bieber com participação de Usher                             | Under the Mistletoe                                |
| 2012 | "Weekend"                    | Akon com participação de Usher                                      | The Koncrete Mixtape                               |
| 2012 | "Party Ain't Over"           | Pitbull, Afrojack com participação de Usher                         | Global Warming                                     |
| 2014 | "At Ya Own Risk"             | T.I. com participação de Usher                                      | Paperwork                                          |
| 2014 | "Hold You Down" (Remix)      | DJ Khaled, Rick Ross, Fabolous, Ace Hood com participação de Usher  |                                                    |
| 2015 | "Not Long"                   | Ludacris com participação de Usher                                  | Ludaversal                                         |
| 2015 | "Somebody Else" (Remix)      | Rico Love, Wiz Khalifa com participação de Usher                    |                                                    |

## Bandas sonoras
| Ano  | Canção                | Artista(s)                          | Filme               |
| ---- | --------------------- | ----------------------------------- | ------------------- |
| 1996 | "I Swear I'm in Love" | Usher                               | Kazaam              |
| 1997 | "Slow Jam"            | Usher com Monica                    | Soul Food           |
| 2003 | "She's Got the Part"  | Usher                               | Deliver Us from Eva |
| 2005 | "Sweat"               | Rico Love com participação de Usher | In the Mix          |